# Liste der denkmalgeschützten Objekte in Scharten
Die Liste der denkmalgeschützten Objekte in Scharten enthält die 6 denkmalgeschützten, unbeweglichen Objekte der Gemeinde Scharten in Oberösterreich (Bezirk Eferding).

## Denkmäler
| Foto |                 | Denkmal                                                                           | Standort                              | Beschreibung | Metadaten |
| ---- | --------------- | --------------------------------------------------------------------------------- | ------------------------------------- | --- | --- |
| ja   | Datei hochladen | Ausnehmerstöckl bzw. Backhaus des Wastl-Anwesens HERIS-ID: 33386 Objekt-ID: 30850 | Herrnholz 26 Standort KG: Scharten    | | BDA-Hist.: Q37951986 Status: Bescheid Stand der BDA-Liste: 2025-06-30 Name: Ausnehmerstöckl bzw. Backhaus des Wastl-Anwesens GstNr.: 1351/4 Backhaus Wastl-Anwesen, Herrnholz |
| ja   | Datei hochladen | Pfarrhof HERIS-ID: 8207 Objekt-ID: 4155                                           | Scharten 1 Standort KG: Scharten      | | BDA-Hist.: Q37998157 Status: § 2a Stand der BDA-Liste: 2025-06-30 Name: Pfarrhof GstNr.: .3                                                                                   |
| ja   | Datei hochladen | Evangelischer Pfarrhof HERIS-ID: 8206 Objekt-ID: 4154                             | Scharten 30 Standort KG: Scharten     | | BDA-Hist.: Q37998125 Status: § 2a Stand der BDA-Liste: 2025-06-30 Name: Evangelischer Pfarrhof GstNr.: .205/1                                                                 |
| ja   | Datei hochladen | Evang. Kirche A.B. zu Unterscharten HERIS-ID: 8208 Objekt-ID: 4156                | Scharten 34 Standort KG: Scharten     | → Hauptartikel : Evangelische Pfarrkirche Scharten f1 | BDA-Hist.: Q37998168 Status: § 2a Stand der BDA-Liste: 2025-06-30 Name: Evang. Kirche A.B. zu Unterscharten GstNr.: .205/2 Toleranzkirche (Unterscharten)                     |
| ja   | Datei hochladen | Kath. Pfarrkirche Zu Ehren Mariä Geburt HERIS-ID: 8205 Objekt-ID: 4153            | bei Scharten 31 Standort KG: Scharten | Die gotische Kirche wurde ab 1506 erbaut, von 1532 bis 1602 war der Bau einstellt, und erst 1632 fertiggestellt. Die Kirche wurde bis auf die gotische Fronbogenleibung barockisiert.                                                                                                | BDA-Hist.: Q26251032 Status: § 2a Stand der BDA-Liste: 2025-06-30 Name: Kath. Pfarrkirche Zu Ehren Mariä Geburt GstNr.: .6 Wallfahrtskirche Maria Scharten (Oberscharten)     |
| ja   | Datei hochladen | Kunst am Bau am Gemeindeamt HERIS-ID: 110732 Objekt-ID: 128453                    | Scharten 60 Standort KG: Scharten     | Das in den frühen 1960er-Jahren von Hans Hoffmann-Ybbs geschaffene Sgraffito wurde 2018 aus dem vor dem Abriss stehenden alten Gemeindeamtsgebäude herausgeschnitten und in das Foyer des Neubaus integriert. Anmerkung: Auf dem Bild ist noch das alte Amtsgebäude zu sehen (2012). | BDA-Hist.: Q37820539 Status: § 2a Stand der BDA-Liste: 2025-06-30 Name: Kunst am Bau am Gemeindeamt GstNr.: .334, 7/3                                                         |

## Ehemalige Denkmäler
| Foto |                 | Denkmal                                                                           | Standort                           | Beschreibung | Metadaten |
| ---- | --------------- | --------------------------------------------------------------------------------- | ---------------------------------- | ------------ | --- |
| ja   | Datei hochladen | Bauernhof (Anlage), Wastl-Anwesen HERIS-ID: 8209 Objekt-ID: 4157von 2015 bis 2020 | Herrnholz 27 Standort KG: Scharten |              | BDA-Hist.: Q37998257 Status: Bescheid Stand der BDA-Liste: 2020-02-29 Name: Bauernhof (Anlage), Wastl-Anwesen GstNr.: .95 Wastl-Anwesen, Herrnholz |